# Eta Andromedae
Eta Andromedae (38 Andromedae) é uma estrela binária na direção da constelação de Andromeda. Possui uma ascensão reta de 00h 57m 12.43s e uma declinação de +23° 25′ 03.9″. Sua magnitude aparente é igual a 4.40. Considerando sua distância de 243 anos-luz em relação à Terra, sua magnitude absoluta é igual a 0.04. Pertence à classe espectral G8III-IV. É um sistema binário espectroscópico.